# 앰프 (음향기기)

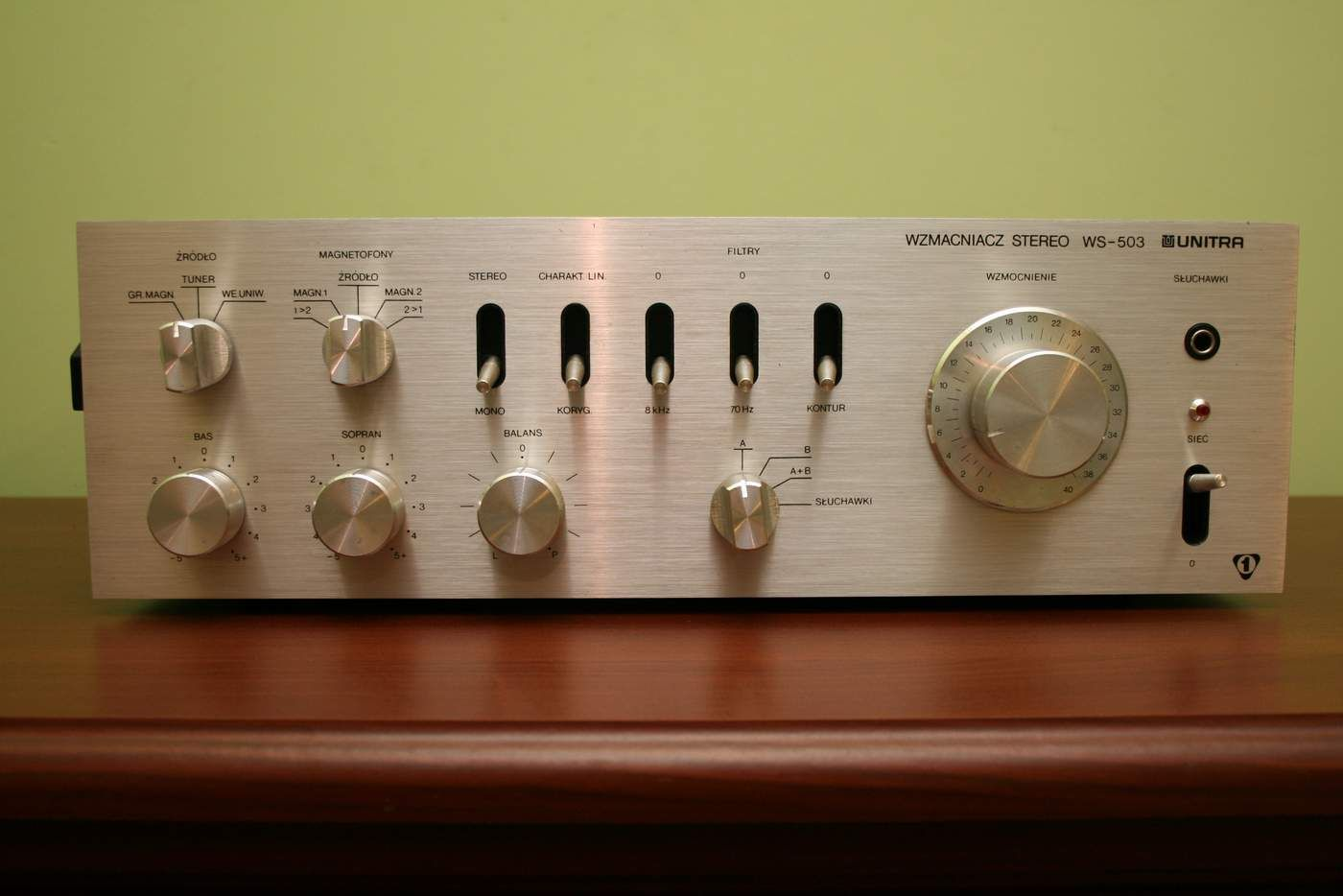

음향기기의 앰프(amplifier)는 음향을 표현하는 전기신호를 증폭시키는 장비이다.
한국에서는 영어 이름 amplifier을 단축시켜 "앰프"라고 많이 칭한다.

## 같이 보기
- 증폭 회로
- 증폭기
- 트랜지스터
- 연산 증폭기
- 스피커